# 강춘남
강춘남(康春男, 1955년 7월 8일 ~ )는 대한민국의 제6대 부산광역시 동구의원이었다.

## 학력
- 수성초등학교 졸업

### 비학위 수료
- 미국 델라웨어 대학교 행정관료 및 지방자치 행정실무자 교육 수료
- 국내 지방자치 행정 실무자 교육 수료
- 부경대학교 자치행정 수료

## 경력
- 태권도 무덕관 경회체육관 운영
- 1989.11.27 태권도 공인 5단 보유
- 국제라이온스 309 B지구 광복라이온스 활동
- 대한민국 팔각회 동구지부 활동
- 제2대 ~ 제8대 수정3동 청년회장·8통장 겸입
- 수정3동 청년회 수석고문
- 수정3동 새마을청년회고문
- 수정3동 청년회 상임고문
- ㈜덕암건설 상무이사
- 수정3동 새마을금고 부이사장·대출심의 위원장
- 수정3동 무료 봉사센터 민원실장·변호사 자문위촉
- 수정3동 장학회 심의위원
- 주민자치위원회 임원
- 동구 생활체육회 상임이사
- 수정2동 청년회 고문
- 박정희·육영수를 좋아하는 모임(박.정.모)수석 부회장
- 수정2동 주민자치위원회 고문
- 동부산경찰서 밀양파출소 자율방범대장 고문
- 수정동 경로당 후원회 임원
- 동일페인트 동구대리점 기술이사
- 2010.07 ~ 2014.06 제6대 부산광역시 동구의회 의원
- 2010.07 ~ 2012.07 제6대 부산광역시 동구의회 전반기 의회운영위원회 위원
- 2012.07 ~ 2014.06 제6대 부산광역시 동구의회 후반기 사회도시위원회 위원

## 수상
- 부산지역발전 우수논문상 수상
- 부산광역시장·경찰청장·구청장·경창서장·표창·감사장 십수회 수상

## 역대 선거 결과
|  | 20.93% |

|  | 28.25% |

|  | 44.4% |

|  | 13.64% |

|  | 48.58% |

|  | 28.09% |

|  | 11.49% |